# 적색파시즘
적색파시즘(영어: Red fascism)은 스탈린주의와 마오쩌둥 사상 그리고 호치민 사상과 선군정치 등을 전체주의인 파시즘에 빗대어 표현하는 용어이다. 스탈린주의 아래서 소련의 지도자들이 “붉은 파시스트”가 되었다는 비판은 평의회주의자, 좌파공산주의자, 사회민주주의자, 민주사회주의자, 아나키스트, 그리고 우익 세력들 사이에서 보편적으로 언급되었다.
20세기 전반기에 많은 수의 미국 사회주의자들은 소비에트 정부가 붉은 파시즘의 형태로 변모했다고 생각하기 시작한다. 미국 사회당의 노만 토마스(Norman Thomas)는 1940년대에 소련이 붉은 파시즘으로 퇴보했다고 비판한다. “그러한 논리는 전체주의다.”, “공산주의는 그것이 본래 무엇이었든 간에 오늘날 붉은 파시즘이 되었다.” 이탈리아의 마르크스주의자이자 이탈리아 공산당의 창립자인 브루노 리지(Bruno Rizzi)는 1938년 초기 다음과 같이 언급한다. “스탈린주의는 퇴행의 과정을 밟았으며, 그것의 상부구조에서 붉은 파시즘을 만들어냈다.”
1930년대와 1940년대를 걸쳐 많은 좌파들은 소련에 대하여 환멸감을 느끼기 시작했고, 이것의 엄격한 권위주의를 비판했다. 독일의 좌파 공산주의자인 오토 륄레(Otto Rühle)는 다음과 같이 썼다. “파시즘에 대한 투쟁은 볼셰비즘에 대한 투쟁과 함께 시작된다.” 이 글에서 그는 레닌주의 국가가 파시스트 국가 체제를 위한 모델로서 영향을 줬을 것이란 가능성을 제기했다. 1939년 오토 륄레는 다음과 같이 주장하기까지 했다. “러시아는 파시즘의 본보기였다… 정당의 ‘공산주의자들’이 이를 반기건 그렇지 않건 간에 러시아 국가 질서와 규율이 독일과 이탈리아와 구별될 수 없다는 사실이 남아있다. 본질적으로 이들은 동일하다. 이를 붉은, 검은, 갈색 파시즘이라고 부를 수 있으며 사실상 마찬가지로 붉은, 검은, 갈색 소비에트라고 부를 수도 있다.”
1939년 9월 18일자의 뉴욕 타임즈 사설에서 독일-소련 불가침 조약이 서명되자 다음과 같이 언급한다. “히틀러주의는 갈색 공산주의이며, 스탈린주의는 붉은 파시즘이다.” 사설에서는 다음과 같이 언급하기도 했다. “세계는 오늘의 진정한 이데올로기적 이슈가 민주주의, 자유, 평화와 독재, 공포, 전쟁의 대립임을 이해해야 한다.”
독소 불가침 조약이 실행되는 동안 베니토 무솔리니는 스탈린주의가 소비에트 볼셰비즘을 동슬라브 파시즘으로 변형시킨 것으로 간주하고 긍정적으로 평가했다. 아돌프 히틀러는 스탈린과 그의 정치에 경의를 표하며 스탈린이 소비에트 볼셰비키를 나치즘의 한 형태로 변형시키고 있다고 생각했다.

## 같이 보기
- 스탈린주의
- 선군정치